# Distretto di Ambato-Boeni
Il distretto di Ambato-Boeni è un distretto del Madagascar situato nella regione di Boeny. Ha per capoluogo la città di Ambato-Boeni.
Si trova nel nord-est dell'isola, tra il Parco nazionale della Baia di Baly e il Parco nazionale di Ankarafantsika.

## Popolazione
La popolazione del distretto è di 200 122 abitanti (censimento 2011).
Al censimento del 1º giugno 2018 la popolazione è di 264 170 abitanti.

## Comuni
Del distretto fanno parte 11 comuni:
- Ambato-Ambariray
- Ambondromamy
- Andranofasika
- Andranomamy
- Anjiajia
- Ankijabe
- Ankirihitra
- Madirovalo
- Manerinerina
- Sitampiky
- Tsaramandroso